# إكسورة أليفة الظلال
إكسورة أليفة الظلال (الاسم العلمي:Ixora umbricola) هي نوع من النباتات تتبع جنس الإكسورة من الفصيلة الفوية.